# Бродовський Антон Рафаїлович
Антон Рафаїлович Бродовський (20 жовтня 1859 — 17 березня 1928) — білоруський нумізмат. Засновник губернського музею у Вітебську.

## Біографія

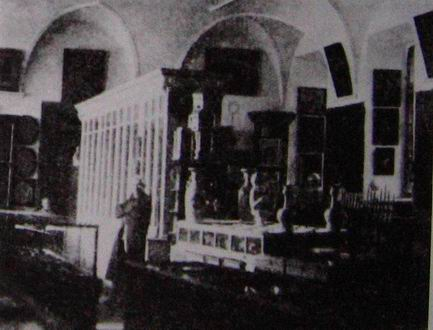
А. Бродовський у стінах Вітебського обласного краєзнавчого музею

Антон Рафаїлович Бродовський народився в застінку Петрунишки, неподалік від м. Зарасай в небагатій міщанській сім'ї. Завдяки своїй наполегливості й тязі до знань він зміг самостійно вивчити найрізноманітніші дисципліни, в тому числі нумізматику та сфрагістику. У 1906 р. в двох кімнатах своєї квартири у Вільно він відкрив приватний музей. За часів Першої світової війни Бродовський евакуювався до Вітебська. Відгукуючись на заклик Вітебського губернського відділу народної освіти (губвно) посприяти «справі народної освіти», Бродовський запропонував заснувати в Вітебську музей і погодився передати до нього свої колекції (близько 4500 монет і медалей, а також 6000 художніх виробів). Пропозицію було прийнято, і в листопаді 1918 р. Антона Рафаїловича було призначено завідувачем Вітебського губернського музею, а в березні 1919 р. в пресі з'явилася стаття, що музей відкрито для відвідувачів. У 1924 р. музей переїхав до будівлі міської ратуші й отримав статус Вітебського відділення Білдержмузея, в якому Бродовський зайняв посаду наукового співробітника. Незважаючи на всі перипетії подальшого часу, велика частина предметів, зібраних А. Бродовським, збереглася в фондах ВОКМ.